# Montlouis-sur-Loire
Montlouis-sur-Loire là một xã trong tỉnh Indre-et-Loire, thuộc vùng hành chính Centre-Val de Loire của nước Pháp, có dân số là 9.657 người (thời điểm 1999). Vùng trồng nho Montlouis-sur-Loire mang tên của xã này.

## Nhân khẩu học
| 1936  | 1946  | 1954  | 1962  | 1968  | 1975  | 1982  | 1990  | 1999  |
| ----- | ----- | ----- | ----- | ----- | ----- | ----- | ----- | ----- |
| 2 115 | 2 350 | 2 710 | 3 569 | 4 169 | 5 692 | 6 932 | 8 309 | 9 657 |

## Những người con của thành phố
- Gabrielle d'Estrées
- Michel Debré bộ trưởng Pháp